# .mt
A .mt Málta internetes legfelső szintű tartomány kódja, melyet 1992-ben hoztak létre. A következő harmadik szintű tartományokba lehet regisztrálni:
- com.mt
- org.mt
- net.mt
- edu.mt
- gov.mt